# Crisis libia (2011-presente)
La crisis libia se refiere a la actual crisis humanitaria y la inestabilidad político-militar que ocurre en Libia, comenzando en la década de los 2010 con las protestas de la Primavera Árabe de 2011, que llevaron a una Guerra civil,Intervención militar extranjera y el derrocamiento y muerte de Muamar el Gadafi. Las secuelas de la guerra civil y la proliferación de grupos armados provocaron violencia e inestabilidad en todo el país, que estalló en una nueva guerra civil en 2014. La crisis en Libia ha provocado decenas de miles de víctimas desde el inicio de la violencia a principios de 2011. Durante ambas guerras civiles, la producción de la industria petrolera económicamente crucial de Libia colapsó a una pequeña fracción de su nivel habitual, con la mayoría de las instalaciones bloqueadas o dañadas por grupos rivales, a pesar de tener las mayores reservas de petróleo de cualquier país africano. El 23 de octubre de 2020, las partes firmaron un alto el fuego permanente.

## Antecedentes
La historia de Libia bajo Muamar el Gadafi abarca un período de cerca de cuarenta y dos años, desde el 1 de septiembre de 1969 hasta el 25 de agosto de 2011.
Gadafi se convirtió en el líder de facto del país el 1 de septiembre de 1969, después de dirigir a un movimiento de oficiales del ejército libio en contra del rey Idris I de Libia en un golpe de Estado sin sangre. Con el rey exiliado del país, el Consejo de Comando Revolucionario (CCR), encabezado por Gadafi, abolió la monarquía y la constitución, a la vez que proclamó la nueva República Árabe Libia con el lema «libertad, socialismo y unidad».

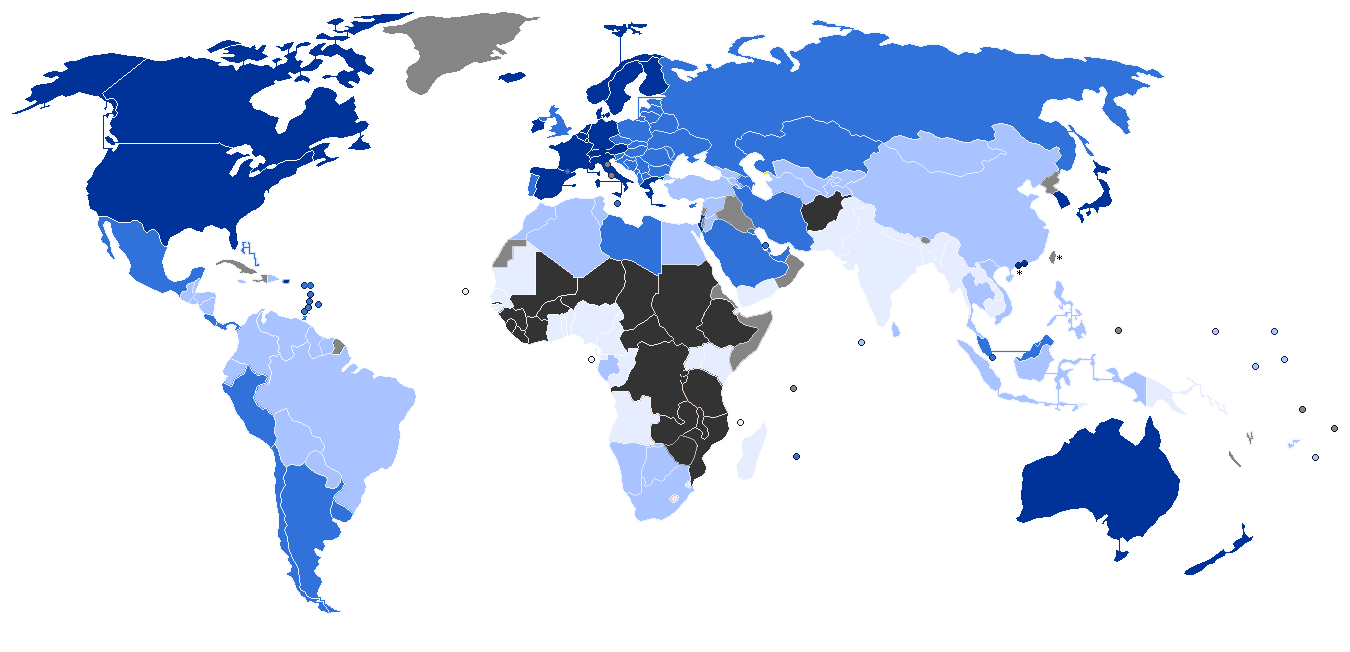
Para el año 2010 Libia tenía el índice de desarrollo humano más alto de África.

Después de llegar al poder, el gobierno de RCC tomó el control de todas las compañías petroleras que operan en el país e inició un proceso de dirigir fondos hacia la educación, la atención médica y la vivienda para todos. A pesar de que las reformas no fueron del todo efectivas, la educación pública en el país se convirtió en gratuita y la educación primaria obligatoria para ambos sexos. La atención médica se puso a disposición del público sin costo alguno, pero proporcionar vivienda para todos era una tarea que el gobierno no podía completar. Bajo Gadafi, el ingreso per cápita en el país aumentó a más de US $ 11,000, el quinto más alto en África. El aumento de la prosperidad fue acompañado por una política exterior controvertida y una mayor represión política en el país.
En 1977, Muamar el Gadafi renombró el estado libio como Gran Yamahiriya Árabe Libia Popular y Socialista. Acuñado Yamahiriya, un término que es comúnmente traducido como "estado de masas". El país fue renombrado de nuevo en 1986 como Gran Yamahiriya Árabe Libia Popular y Socialista.
Durante los años 1980 y 1990, Gadafi había apoyado abiertamente el terrorismo internacional, el cual llevó a un deterioro de las relaciones exteriores de Libia, culminando en el bombardeo de los EE. UU. a Libia en 1986. Después de los atentados del 11 de septiembre de 2001 Gadafi empezó a distanciarse del terrorismo, y durante el resto de la década del 2000, a medida que las relaciones internacionales de Libia se fueron normalizando, los EE. UU. rescindieron su designación como patrocinador del terrorismo en junio de 2006.

## Conflictos

### Primera Guerra civil

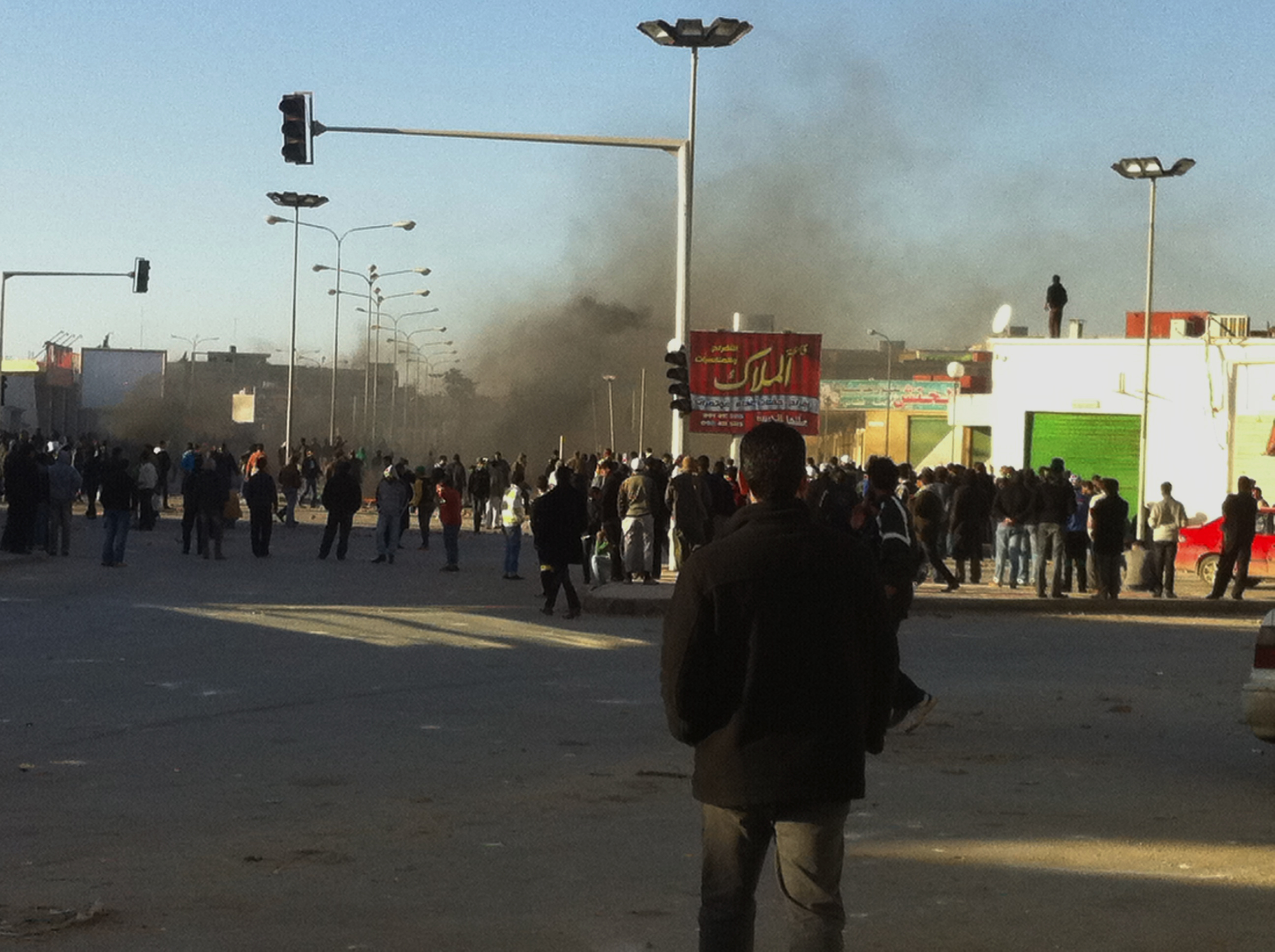
Enfrentamientos violentos en los manifestantes y las fuerzas del gobierno el 17 de febrero de 2011

La guerra de Libia de 2011 fue un conflicto bélico internacional en territorio libio que comenzó en febrero de 2011. Enfrentó al gobierno libio de Muamar el Gadafi contra diferentes grupos opositores organizados en el llamado Consejo Nacional de Transición apoyados estos por diferentes países extranjeros, principalmente Francia y los países de la OTAN, y tuvo como contexto histórico la llamada Primavera Árabe.
El conflicto comenzó mediante manifestaciones y protestas populares contra el gobierno de Muamar el Gadafi, poco después de los conflictos que se habían producido en el vecino Túnez. Los grupos sublevados armados llegaron a tomar el control de algunas ciudades haciendo que el gobierno libio, llamado ‘’Yamahiriya’’, perdiera el control sobre áreas importantes del país lo que derivó en un enfrentamiento armado. La respuesta armada que dio la ‘’Yamahiriya’’ fue calificada por algunos países como un atentado contra los derechos civiles y la seguridad de la población civil. Esos países, principalmente pertenecientes a la OTAN y liderados por Francia, poniendo como argumento una resolución de las Naciones Unidas, decidieron realizar una intervención que calificaron de intervención humanitaria. El 31 de octubre de 2011, el Consejo de Seguridad de la ONU determinó por unanimidad anular la resolución que había permitido la intervención debido a la victoria rebelde.
En los primeros cuatro meses de guerra civil, según el jefe de una delegación del Consejo de Derechos Humanos de la ONU, se habrían producido entre diez y quince mil muertos en ambos bandos, constatándose casos de violencia sexual y crímenes de guerra cometidos principalmente, según fuentes de los gobiernos que apoyaban a los opositores, por las fuerzas leales a Gadafi.
El 20 de agosto de 2011 comienza la Batalla de Trípoli ,decisiva de la guerra civil  librada entre los rebeldes libios y los leales al gobernante Gadafi durante los últimos días de agosto. Trípoli era considerado el principal objetivo político desde el inicio de las revueltas. A mediados de agosto ante la inminente caída de Zauía, ciudad ubicada a 50 kilómetros, el ejército de Gadafi se preparó para el inminente asalto de los rebeldes. La batalla y sus consecuencias marcaron el colapso final del gobierno gadafista de 42 años de duración, la Gran Yamahiriya Árabe Libia Popular Socialista, fue derrocado y se implantó un nuevo gobierno: la República Libia, por el Consejo Nacional de Transición ,Los pocos soldados leales al gobierno desertan del Ejército de Libia y escapan a Sirte y a Bani Walid.

Último reducto de La Gran Yamahiriya antes del asalto final el 20 de octubre de 2011

Los Últimos remanentes del Gobierno de Gadafi se encontraron en las Ciudades de Sirte y Bani Walid librándose batallas en estos sitios, la más Importante fue la de Sirte  librada entre el 15 de septiembre y el 20 de octubre de 2011 entre el Ejército de Libia dirigido por el nuevo gobierno y las fuerzas leales al derrocado dictador Muamar el Gadafi en la ciudad natal de este, en el Golfo de Sirte, siendo la última batalla del conflicto. Desde el mes de septiembre Sirte y Bani Walid eran los últimos bastiones gadafistas y el Consejo Nacional de Transición confiaba que la caída de Sirte finalizaría la guerra. La batalla y sus consecuencias marcaron el colapso final de los intentos de restablecer la dictadura gadafista de 42 años de duración, pues Gadafi fue herido y capturado por los combatientes gubernamentales cuando intentaba abandonar la ciudad; siendo ejecutado menos de 1 hora después.
La guerra finalizó con la derrota de los partidarios de Muamar el Gadafi, su muerte, y el control total del país por parte de los rebeldes del Consejo Nacional de Transición.

### Violencia Miliciana luego de la caída del régimen de Gadafi
La revolución libia llevó a miembros militares del régimen desertores que se unieron a las fuerzas rebeldes, brigadas revolucionarias que desertaron del ejército libio, brigadas posrevolucionarias, milicias y varios otros grupos armados, muchos compuestos por trabajadores y estudiantes comunes. Algunos de los grupos armados se formaron durante la guerra contra el régimen y otros evolucionaron más tarde por motivos de seguridad. Algunos se basaron en lealtades tribales. Los grupos se formaron en diferentes partes del país y variaron considerablemente en tamaño, capacidad e influencia.
Después de la primera guerra civil libia, se produjo violencia en la que participaron varios grupos armados que lucharon contra Gadafi pero se negaron a deponer las armas cuando terminó la guerra en octubre de 2011. Algunas brigadas y milicias pasaron de simplemente retrasar la entrega de sus armas a afirmar activamente un papel político continuo como "guardianes de la revolución", con cientos de grupos armados locales llenando el complejo vacío de seguridad dejado por la caída de Gadafi. Antes del fin oficial de las hostilidades entre las fuerzas leales y de la oposición, hubo informes de enfrentamientos esporádicos entre milicias rivales y asesinatos de venganza de vigilantes.
El 11 de septiembre de 2012, militantes aliados con Al Qaeda atacaron el consulado de Estados Unidos en Bengasi, matando al embajador de Estados Unidos y a otras tres personas. Esto provocó una protesta popular contra las milicias semiilegales que todavía estaban operando, y resultó en el asalto de varias bases de milicias islamistas por parte de los manifestantes. Siguió una represión gubernamental a gran escala contra las milicias no sancionadas, con el ejército libio allanando varios cuarteles generales de milicias ahora ilegales y ordenándoles que se disolvieran. La violencia finalmente se convirtió en la segunda guerra civil libia.

### Segunda Guerra civil

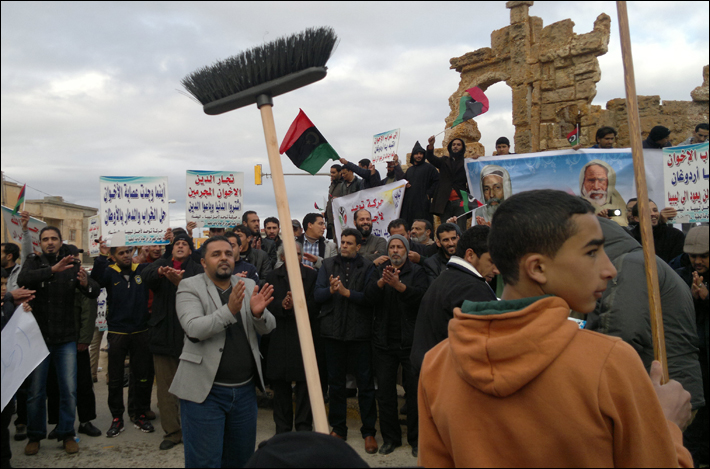
Manifestantes protestando en contra de la extensión del mandato del congreso

La segunda guerra civil libia fue un conflicto entre 2014 y 2020 que se enfrentaron grupos rivales que buscaban el control del territorio de Libia. El conflicto ha sido principalmente entre el gobierno de la Cámara de Representantes, también conocido como el "gobierno de Tobruk", que fue asignado como resultado de una participación muy baja en las elecciones de 2014 y fue reconocido internacionalmente como el "Gobierno libio" hasta el establecimiento del GNA; y el gobierno islamista rival del Congreso Nacional General (GNC), también llamado "Gobierno de Salvación Nacional", con sede en la capital, Trípoli. En diciembre de 2015, estas dos facciones acordaron en principio unirse como el Gobierno de Acuerdo Nacional. Aunque el Gobierno de Acuerdo Nacional ya está funcionando y está respaldado por la ONU, su autoridad aún no está clara, ya que aún no se han acordado detalles específicos aceptables para ambas partes.
El conflicto alcanzó dimensiones internacionales dentro del mundo árabe cuando Egipto y los Emiratos Árabes Unidos bombardearon las posiciones del Amanecer Libio en Trípoli y de los milicianos en Bengasi, mientras que Catar y Turquía eligieron financiar a dichos grupos y entregarles suministros militares. Por otro lado, beneficiándose del vacío de poder, cientos de yihadistas del Estado Islámico se trasladaron a la nación africana desde Siria e Irak y se hicieron temporalmente con el control de varias ciudades del país, entre ellas Derna y Sirte, si bien fueron derrotados con el apoyo de la comunidad internacional. Ante la gravedad que había alcanzado la situación, Naciones Unidas diseñó un plan de paz (Misión de Apoyo de las Naciones Unidas en Libia; UNSMIL por sus siglas en inglés) en virtud del cual se elegiría consensuadamente por delegados de ambos bandos un Ejecutivo de transición (GNA). La Cámara de Representantes permanecería como la Cámara Baja del país, al tiempo que el Congreso General se convertiría en una Cámara Alta, el Consejo de Estado Superior. El proyecto fue satisfactoriamente aprobado por todos los delegados del plan de paz a título personal y por la Cámara de Representantes, si bien fue rechazado por el Congreso General. Sin embargo, la lista concreta de ministros presentada por los delegados, con Fayez al-Sarraj como jefe del Ejecutivo de transición, no fue tampoco aprobada por la Cámara. A pesar de ello, la nueva administración pasó a ser considerada por Naciones Unidas como el representante legítimo de Libia.
En diciembre de 2017, el Ejército Nacional Libio se apoderó de Bengasi después de tres años de combates. En febrero de 2019, el LNA logró la victoria en la Batalla de Derna. El LNA lanzó una gran ofensiva en abril de 2019 en un intento de apoderarse de Trípoli. El 5 de junio de 2020, el GNA capturó todo el oeste de Libia, incluida la capital, Trípoli. Al día siguiente, el GNA lanzó una ofensiva para capturar Sirte. Sin embargo, demostraron ser incapaces de avanzar. El 21 de agosto, el GNA y el LNA acordaron un alto el fuego. Jalifa Hafter mariscal de campo del LNA, rechazó el alto el fuego y el portavoz del LNA, Ahmed al-Mismari, desestimó el anuncio de alto el fuego del GNA como una estratagema. ] El 23 de agosto, se llevaron a cabo protestas callejeras en Trípoli, donde cientos protestaron contra el GNA por las condiciones de vida y la corrupción dentro del gobierno.

## Impacto Económico
Tras la Guerra de Libia de 2011

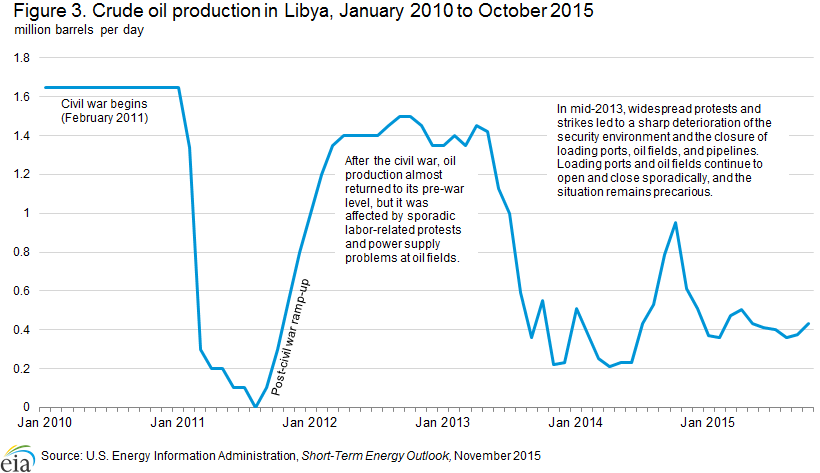
La producción de petróleo libio colapsó durante las dos guerras civiles de 2011 y 2014.

- Ciudades e infraestructuras destruidas: como consecuencia del uso de armas pesadas y de los intensos bombardeos por parte de Gadafi, así como por la intervención militar de la OTAN, muchas ciudades de Libia quedaron ampliamente destruidas. Entre las más dañadas destacan Misrata y Sirte.

- Nuevo modelo económico: tras la caída de Gadafi y la abolición de su Tercera teoría universal, de ideología Baazista, Libia reorientó su economía hacia el capitalismo.

- Exportación de petróleo: Libia, uno de los países con mayor cantidad de petróleo, firmó numerosos contratos petroleros con empresas occidentales tras el fin del conflicto, tales como la italiana Ente Nazionale Idrocarburi y las empresas suizas Vitol y Glencore Xstrata. Así, la producción de petróleo volvió a los niveles anteriores a la guerra - a 1,6 millones de barriles diarios-. No obstante, las protestas y la presencia de milicias armadas provocó cierta reticencia entre los inversores internacionales.

- Lucha contra la corrupción: el Congreso General Nacional impulsó nuevas medidas para hacer más transparente la economía del país, y para ello retomó un proyecto del antiguo gobierno consistente en los llamados Números de Identificación Nacional, un único número que se le da a cada ciudadano para que el gobierno pueda controlar que las transferencias y los pagos fueran a las personas correctas y evitar así la manipulación del sistema. La idea de este plan vino a raíz de un estudio del nuevo gobierno que demostró que muchos trabajadores imaginarios estaban cobrando dineros del Gobierno.

- Debido a la crisis, Libia ha perdido su estatus cuando mantenía un alto índice de desarrollo humano (IDH), y ya no tiene una de las clasificaciones más altas del IDH entre los países de África pasando a ser uno de los denominados Estado fallido.

Tras la Segunda Guerra civil
- Debido a la ineficacia de los diferentes gobiernos del país, la economía entró en recesión. El PIB cayó dos tercios en comparación con los niveles anteriores de la revolución de 2011. En concreto, disminuyó un 8.3% en 2016. La cuenta corriente tenía un déficit del 61% del PIB en 2016 (las importaciones era mayores que las exportaciones). Para financiar las importaciones, las reservas de capital del Banco Central estaban siendo vaciadas. En 2013 eran de 107 billones de dólares estadounidenses, mientras que en 2016 sólo quedaban 43 billones de dólares.

- El presupuesto del Gobierno también era deficitario, un 69% del PIB. Este era financiado con préstamos del Banco Central y, en menor medida, con préstamos de bancos comerciales. Mientras que el gobierno central era un prestamista neto antes de la revolución, la deuda pública incrementó hasta representar un 110% del PIB. Ello se debe en mayor medida a que la producción de petróleo, tradicionalmente la principal fuente de ingresos, sólo alcanzaba un quinto de su potencial. En 2016, su producción era de 0.335 millones de barriles de Brent por día.

- Los precios sufrieron un proceso de inflación (del 20% en 2016), mientras que los sueldos bajaron un 8,7% en 2016. Ello resultó en una pérdida de poder adquisitivo de la población. Los subsidios a la alimentación fueron eliminados, lo que llevó a un aumento aún mayor de sus precios. El tipo de cambio oficial era muy alto (1 USD = 1,43 LYD en 2016) pero el Banco Central no llevó a cabo una devaluación de la moneda para no dañar las importaciones, de las que parte de la población dependía. Por ello tampoco se inyectó liquidez a los bancos comerciales. En el mercado negro el cambio era de 1 USD = 5 LYD.
- El bloqueo de los principales campos petroleros y unidades de producción de Libia por parte de las fuerzas de Haftar ha sembrado pérdidas de más de 255 millones de dólares en el período de seis días que finaliza el 23 de enero, según la Corporación Nacional de Petróleo en Libia. El NOC y ENI, que opera Mellitah Oil & Gas en Libia, han sufrido una pérdida de producción de 155,000 barriles de petróleo por día debido al bloqueo de las instalaciones de producción impuesto por el LNA de Haftar. Las entidades afirman perder ingresos de alrededor de $9,4mn por día.[11]

## Crisis Humanitaria
Los refugiados de la crisis libia son las personas, predominantemente libios, que huyeron o fueron expulsadas de sus hogares durante la primera guerra civil libia, desde dentro de las fronteras de Libia a los estados vecinos de Túnez, Egipto y Chad, así como a los países europeos a través del Mediterráneo. La mayoría de los refugiados libios son árabes-bereberes, aunque muchas de las otras etnias que viven temporalmente en Libia provienen del África subsahariana. [1] Estos grupos también estuvieron entre las primeras oleadas de refugiados en salir del país. El número total de refugiados libios se estimó en alrededor de un millón en junio de 2011 y la mayoría regresó después de que terminó la Primera Guerra Civil. En enero de 2013, había 5.252 refugiados procedentes de Libia junto con 59.425 desplazados internos registrados por el ACNUR.
Tras la revolución de 2011 en Túnez y la guerra civil en Libia, en febrero, el ministro de Relaciones Exteriores italiano Frattini expresó su preocupación de que la cantidad de refugiados libios que intentan llegar a Italia podría llegar a entre 200.000 y 300.000 personas. Más de 45.000 refugiados llegaron a Lampedusa en los primeros cinco meses de 2011.
A partir de febrero de 2015, el daño y el desorden de la guerra han sido considerables. Hay frecuentes cortes de electricidad, poca actividad comercial y una pérdida en los ingresos del petróleo en un 90%. Más de 5.700 personas murieron a causa de los combates a finales de 2016, y algunas fuentes afirman que casi un tercio de la población del país ha huido a Túnez como refugiados. 
El 22 de octubre de 2019, el Fondo de las Naciones Unidas para la Infancia (UNICEF) informó que los niños han estado sufriendo diferentes tipos de desnutrición en las naciones devastadas por la guerra, incluida Libia.
En un informe, el Alto Comisionado de las Naciones Unidas para los Refugiados (ACNUR) reveló que había registrado a más de 45.600 refugiados y solicitantes de asilo en Libia durante 2019. El Programa Mundial de Alimentos informó que aproximadamente 435.000 personas habían sido desplazadas por la fuerza de sus hogares durante el conflicto.

## Impacto Social

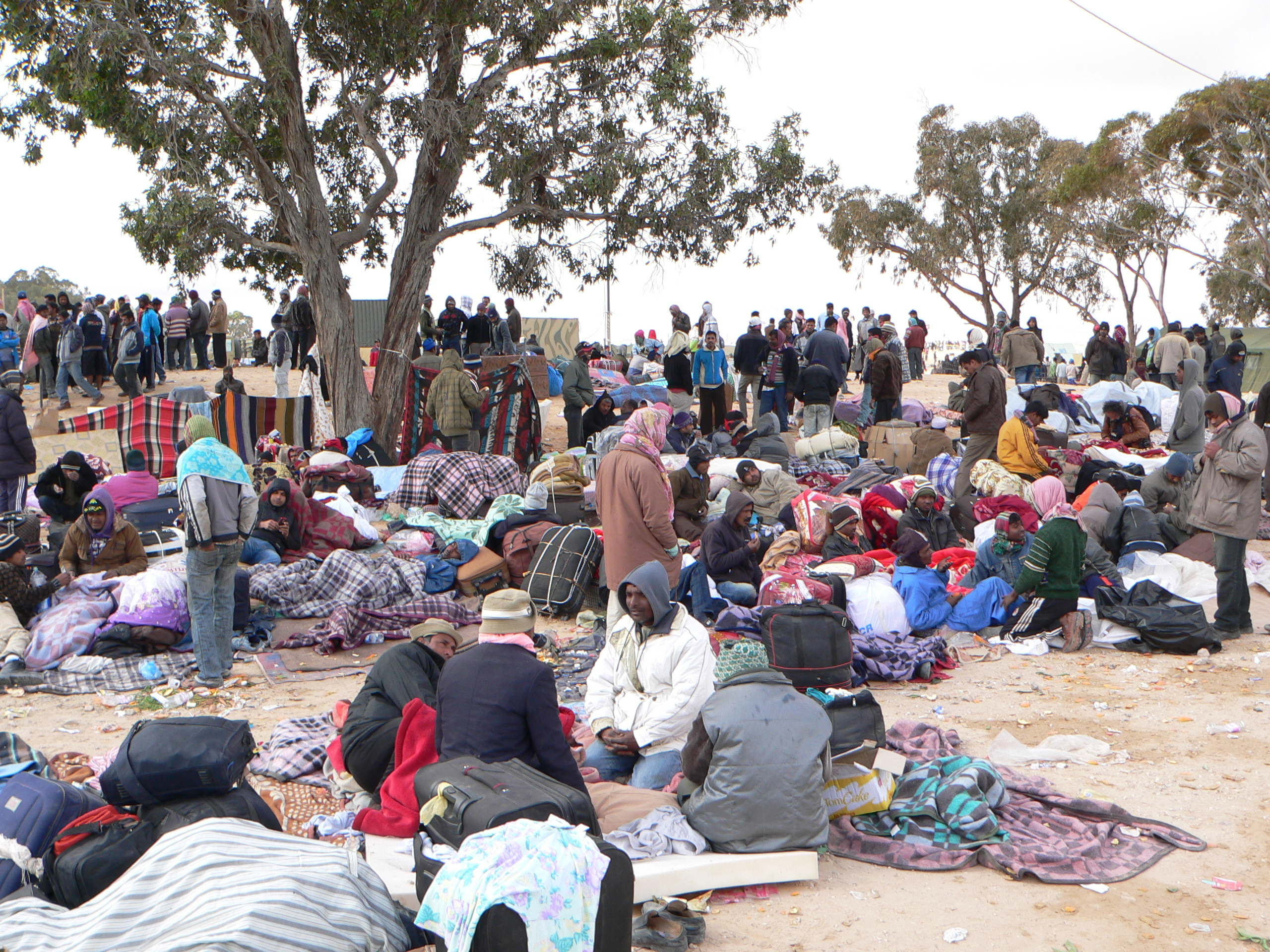
Refugiados libios en la frontera de Túnez

- Refugiados libios en la frontera de TúnezElevado número de muertos: aunque aún no hay una cifra de consenso, se estima que al menos 50.000 personas murieron durante la guerra, incluidos mujeres y niños. La mayor parte de las víctimas murieron en Misrata y en Zlitan, donde se estimó que habían muerto entre 15.000 y 17.000 personas. A esta cifra habría que añadir a otras tantas personas que desaparecieron durante el conflicto.

Como consecuencia de esta situación se creó el Ministerio de Mártires y Desaparecidos, encargado de buscar supervivientes y realizar pruebas de ADN para identificar a los cadáveres, muchos de ellos encontrados en fosas comunes.
- Regreso de exiliados y presos políticos: según las autoridades libias, tras el final del conflicto se liberaron a más de 28.000 prisioneros que habían sido detenidos injustamente.

Igualmente, muchas personas del millón de exiliados que habían huido del gobierno de Gadafi volvieron al país para reintegrarse en la sociedad.
- Reintegración de los milicianos: después de haber tomado las armas, muchos de los civiles que se unieron a las milicias para derrocar a Gadafi tuvieron problemas para reintegrarse a su vida anterior.

- Ruptura de la sociedad: tras el enfrentamiento de civiles partidarios y opositores a Gadafi, se produjo una ruptura de la sociedad, dando lugar a situaciones de violencia y venganza entre la población libia. Esta situación se puso de especial manifiesto en las zonas tribales del sur del país, donde distintas tribus se atacaron mutuamente por su alineación durante la guerra.

- Extensión del islamismo: a raíz de la caída de Gadafi el fervor religioso se extendió en una sociedad tradicionalmente conservadora y un sector social y político viró hacia el extremismo islámico, pidiendo la imposición de la Sharia. Como consecuencia, se extendieron grupos salafistas que destruyeron numerosos mausoleos islámicos del país al considerarlos una herejía iconoclasta que se aleja de la ortodoxia del islam original.

- Marginación de la sociedad negra: varios miembros de la población negra del país fueron maltratados y ejecutados, acusados de pertenecer a los grupos mercenarios que Gadafi traía del África Subsahariana.

- Movimiento feminista: durante el tiempo que duró el conflicto, muchas mujeres denunciaron que habían sido violadas por las tropas leales a Gadafi. Tras la caída de su gobierno, las mujeres libias reclamaron una mayor importancia en la sociedad.